# Action du 26 mai 1789
Conflits navals algéro-portugais
L'action du 26 mai 1789 est un engagement naval mineur mené au large d'Alger, en mer Méditerranée, au cours duquel une petite division navale portugaise, commandée par le commodore José de Melo Breyner, repéra un chebec algérien accompagné d'un navire français capturé, Le Désir. Contraint d'abandonner ce dernier, il prit la fuite, poursuivi par le brigantin portugais Lebre.

## Contexte
L’Escadre du Détroit était une escadre envoyée presque chaque année par la Marine portugaise pour patrouiller dans le détroit de Gibraltar et la mer Méditerranée. Elle fut organisée en 1520 par le roi Manuel Ier de Portugal, afin d’escorter et de protéger les navires portugais et alliés dans la région contre leurs ennemis, en particulier les pirates barbaresques.
Le 18 avril 1789, l’Escadre du Détroit, commandée par le coronel do mar José de Melo Breyner, quitta Lisbonne. Elle était composée d’un navire de ligne, de deux frégates, de deux brigantins et d’une cotre,,. Ceux-ci étaient :
| Nom                           | Type                            | Canons    | Commandant                                                                               |
| ----------------------------- | ------------------------------- | --------- | ---------------------------------------------------------------------------------------- |
| Nossa Senhora da Conceição    | Navire de ligne (Navire amiral) | 90 canons | Capitaine de vaisseau Joaquim José dos Santos, porté par le coronel José de Melo Breyner |
| Nossa Senhora da Vitória      | Frégate                         | 48 canons | Capitaine de vaisseau Manuel da Cunha Souto Maior                                        |
| Nossa Senhora da Graça (1787) | Frégate                         | 46 canons | Capitaine de vaisseau Paulo José da Silva da Gama                                        |
| Galgo                         | Brigantine                      | 20 canons | Capitaine-lieutenant Herculano José de Barros                                            |
| Lebre                         | Brigantine                      | 24 canons | Capitaine-lieutenant Daniel Thompson                                                     |
| Coroa                         | Cotre                           | 20 canons | Capitaine-lieutenant Mateus Pereira de Campos                                            |

En mai,, ou au début du mois de juin, une division navale de l'Escadre du Détroit, constituée du vaisseau de ligne Nossa Senhora da Conceição, de 90 canons, d'une des frégates et du brigantin Lebre, de 24 canons, se dirigea vers les environs d'Alger,.

## Déroulement
Peu de temps après, ils trouvèrent un chebec algérien de 26 canons qui retournait à la base accompagné d’un navire français, Le Désir, qu’il avait capturé,,. Immédiatement attaqué par les navires portugais, il fut contraint de lâcher sa prise et de fuir vers Alger, poursuivi par le Lebre,. Le chebec algérien se réfugia le long de la côte, à l’abri des forteresses. Après quelques heures d’échanges de tirs, ne pouvant s’approcher du chebec en raison du faible tirant d’eau dans la zone et de l’arrivée de deux galères et de quatre chaloupes en provenance d'Alger, les Portugais finirent par se retirer.

## Conséquences
Le navire français fut envoyé à Lisbonne, sous l'escorte du Lebre, puis remis au consul du France. Il entra à Lisbonne le 15 (ou le 19) juin, et quitta la ville à nouveau le 24 juin en direction du détroit de Gibraltar,.

### Sources
- (pt) Joaquim Pedro Celestino Soares, Quadros Navais ou Coleção dos Folhetins Marítimos do Patriota Seguidos de uma Epopeia Naval Portuguesa, Lisbon, Imprensa Nacional, 1863 (lire en ligne)
- (pt) Armando da Silva Saturnino Monteiro, Batalhas e Combates da Marinha Portuguesa (1669-1807), Lisbon, Livraria Sá da Costa Editora, 1996 (lire en ligne)
- (pt) Augusto Alves Salgado, Viagens e Operações Navais (1668-1823), Lisbon, Academia de Marinha, 2022 (lire en ligne)